# International Transport Journal
Das International Transport Journal (ITJ) ist eine weltweit publizierte Logistik-Fachzeitschrift mit Sitz in Basel in der Schweiz.
Der Titel erscheint in 21 Ausgaben pro Jahr gleichzeitig in einer englischen, französischen und deutschen Vollausgabe in 131 Ländern. Anlässlich internationaler Fachmessen oder bei anderen Gelegenheiten wird das ITJ zudem in russischer, spanischer oder portugiesischer Version gedruckt. Im November 2014 erscheint erstmals eine italienischsprachige Beilage.
An sämtlichen Werktagen erhalten Abonnenten zusätzlich den ITJ-Daily, einen Online-Newsletter in englischer Sprache mit aktuellen Meldungen aus der globalen Transport- und Logistikbranche. Diese umfassen die Rubriken Shipping & Ports, Aviation, Forwarding & Logistics, Intermodal & Roadhaulage sowie People & Companies. Alle Print-Ausgaben des ITJ erscheinen 14-täglich als E-Paper.

## Geschichte
Die erste Ausgabe des von Franz Rittmann gegründeten International Transport Journals erschien am 15. Juli 1939 in Basel. Rittmann, ein Spediteur aus Basel, hatte 1938 in Wien seinem Bekannten Alexander Freud (jüngerer Bruder des Psychoanalytikers Sigmund Freud) den „Allgemeinen Tarifanzeiger“ abgekauft, um dessen Enteignung zuvorzukommen. Trotz Kriegsausbruch und Einberufung der Mitarbeiter zum Militärdienst brachte der Verleger Rittmann den Titel 14-täglich heraus. Neben zahlreichen Einzelnachrichten aus der internationalen Speditions-, Schifffahrts- und Verladerszene standen Eisenbahntarife, Zoll- und Devisenbestimmungen im Mittelpunkt der Berichterstattung. Die Fachzeitschrift profitierte damals von ihrem Status als einzige internationale Informationsquelle für Transporttarife und konnte so die Kriegsjahre überbrücken.
In den Folgejahrzehnten verbreiterte der Titel sein Themenspektrum, unter anderem aufgrund der Einführung des Containers, was eine Revolution der Handelsschifffahrt mit sich brachte. Die wachsenden technischen Möglichkeiten rückten die Logistik in den Vordergrund und auch die Luftfracht entwickelte sich zur eigenen Rubrik. Mit dem Siegeszug des Lkw nahm der Straßentransport ebenfalls einen größeren Raum ein.
Einen besonderen Stellenwert genießt naturgemäß die Berichterstattung von internationalen Märkten, die mit den so genannten «Länderrubriken» begann und sich heute neben den zahlreichen geografisch angelegten Specials übers Jahr zur Rubrik «Aus den Regionen» in jeder einzelnen Ausgabe fortentwickelt hat. 
In den frühen 1970er Jahren wurde eine englische Kurzfassung des ITJ, der «Overseas Digest», in die deutsche und französische Ausgabe eingeheftet sowie separat nach Großbritannien und Übersee versandt. Einige Jahre später wurde diese Kurzfassung durch die Länderrubriken Großbritannien, Nord- und Südamerika, Mittelost, Afrika und Asien ergänzt und als «Overseas Edition» herausgeben.
1991, im 53. Jahrgang der Zeitschrift, zog sich Rittmann zurück und verkaufte den Verlag an die Basler Zeitung (BaZ), bei der das ITJ auch gedruckt wurde. Mit dieser Entscheidung schlug er Angebote aus Holland und Deutschland aus und setzte weiterhin auf den Schweizer Standort.
Seit 2005 gehört das ITJ zur Südwestdeutschen Medienholding (SWMH),  einer der größten Unternehmensgruppen für Zeitungen und andere Medien in Deutschland, und damit zur Fachzeitschriftentochter des Süddeutschen Verlags in München.
Erkennungsmerkmal des ITJ auf dem Titel ist ein Schriftzug in der Farbe Rosarot bzw. Magenta. Die ursprüngliche Gestaltung entwarf 1939 in Basel der Grafiker Fritz Bühler.